# Curling az 1998. évi téli olimpiai játékokon
Az 1998. évi téli olimpiai játékokon a curlingtornákat február 9. és 15. között rendezték meg Tokióban, a Karuizawa csarnokban.

## Éremtáblázat
(Az egyes számoszlopok legmagasabb értéke, vagy értékei vastagítással kiemelve.)
| Az 1998. évi téli olimpiai játékok éremtáblázata curlingben | Az 1998. évi téli olimpiai játékok éremtáblázata curlingben | Az 1998. évi téli olimpiai játékok éremtáblázata curlingben | Az 1998. évi téli olimpiai játékok éremtáblázata curlingben | Az 1998. évi téli olimpiai játékok éremtáblázata curlingben | Olimpia  |
| ----------------------------------------------------------- | ----------------------------------------------------------- | ----------------------------------------------------------- | ----------------------------------------------------------- | ----------------------------------------------------------- | -------- |
|                                                             | Ország                                                      | Arany                                                       | Ezüst                                                       | Bronz                                                       | Összesen |
| 1.                                                          | Kanada (CAN)                                                | 1                                                           | 1                                                           | 0                                                           | 2        |
| 2.                                                          | Svájc (SUI)                                                 | 1                                                           | 0                                                           | 0                                                           | 1        |
|                                                             |                                                             |                                                             |                                                             |                                                             |          |
| 3.                                                          | Dánia (DEN)                                                 | 0                                                           | 1                                                           | 0                                                           | 1        |
|                                                             |                                                             |                                                             |                                                             |                                                             |          |
| 4.                                                          | Norvégia (NOR)                                              | 0                                                           | 0                                                           | 1                                                           | 1        |
|                                                             | Svédország (SWE)                                            | 0                                                           | 0                                                           | 1                                                           | 1        |
|                                                             |                                                             |                                                             |                                                             |                                                             |          |
| Összesen                                                    | Összesen                                                    | 2                                                           | 2                                                           | 2                                                           | 6        |

## Érmesek

### Férfi torna
| Az 1998. évi téli olimpiai játékok érmesei férfi curlingben                  | Az 1998. évi téli olimpiai játékok érmesei férfi curlingben        | Az 1998. évi téli olimpiai játékok érmesei férfi curlingben                     | Az 1998. évi téli olimpiai játékok érmesei férfi curlingben |
| ---------------------------------------------------------------------------- | ------------------------------------------------------------------ | ------------------------------------------------------------------------------- | ----------------------------------------------------------- |
| Arany                                                                        | Ezüst                                                              | Bronz                                                                           |                                                             |
| Svájc (SUI)                                                                  | Kanada (CAN)                                                       | Norvégia (NOR)                                                                  |                                                             |
| Daniel Müller Diego Perren Dominic Andres Patrick Hürlimann Patrik Lörtscher | Collin Mitchell Paul Savage Mike Harris Richard Hart George Karrys | Eigil Ramsfjell Jan Thoresen Stig-Arne Gunnestad Tore Torvbråten Anthon Grimsmo |                                                             |

### Női torna
| Az 1998. évi téli olimpiai játékok érmesei női curlingben            | Az 1998. évi téli olimpiai játékok érmesei női curlingben                 | Az 1998. évi téli olimpiai játékok érmesei női curlingben                              | Az 1998. évi téli olimpiai játékok érmesei női curlingben |
| -------------------------------------------------------------------- | ------------------------------------------------------------------------- | -------------------------------------------------------------------------------------- | --------------------------------------------------------- |
| Arany                                                                | Ezüst                                                                     | Bronz                                                                                  |                                                           |
| Kanada (CAN)                                                         | Dánia (DEN)                                                               | Svédország (SWE)                                                                       |                                                           |
| Jan Betker Atina Ford Marcia Gudereit Joan McCusker Sandra Schmirler | Jane Bidstrup Dorthe Holm Helena Blach Lavrsen Margit Pörtner Trine Qvist | Elisabet Gustafson Margaretha Lindahl Louise Marmont Katarina Nyberg Elisabeth Persson |                                                           |